# صحنه رقص را خالی کنید (آلبوم)
«صحنه رقص را خالی کنید» (به انگلیسی: Evacuate the Dancefloor) آلبومی از کسکادا است که در ۳ ژوئیه ۲۰۰۹ منتشر شد.
این آلبوم در چارت‌های ، جزو ده آلبوم اول قرار گرفت.